# Бомбардировка Пфорцхайма

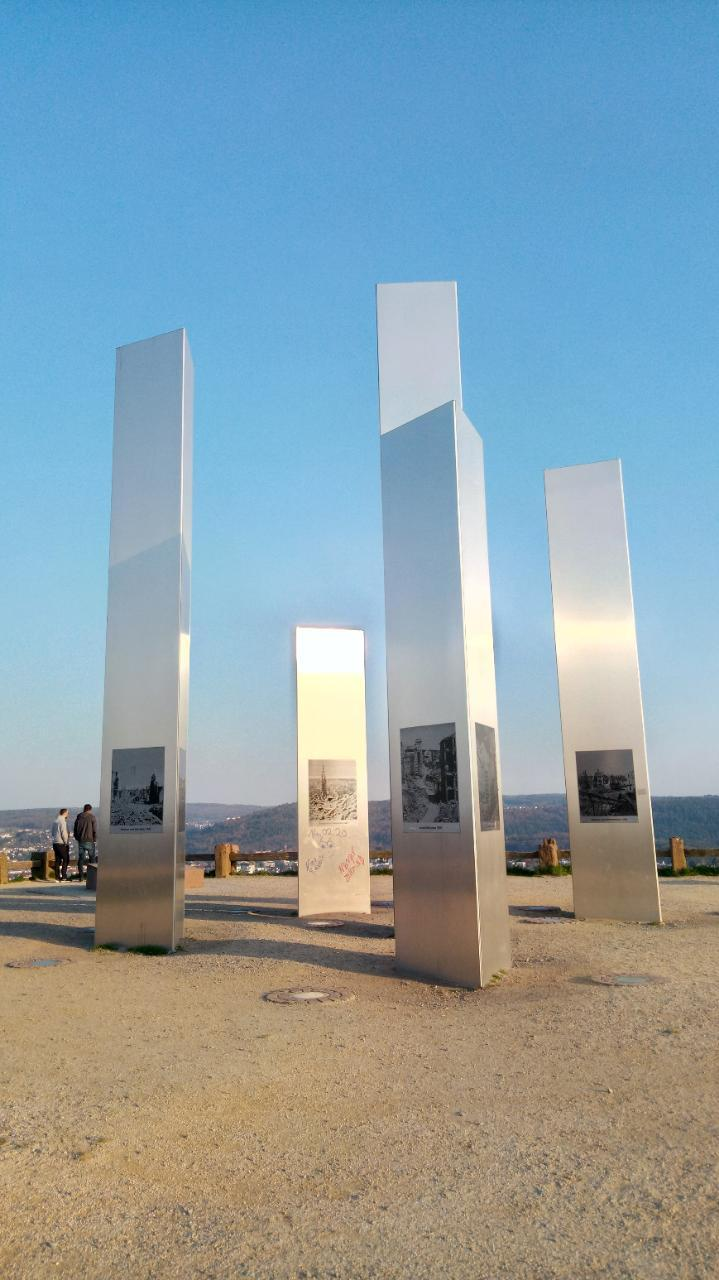
Мемориал жертвам бомбёжки Королевских ВВС 23 февраля 1945.
Погибло около трети населения города.
При разборе завалов (1952—1966 гг.) камни разрушенных домов были свезены в одно место и на искусственном холме (Wallberg) сооружён памятник.

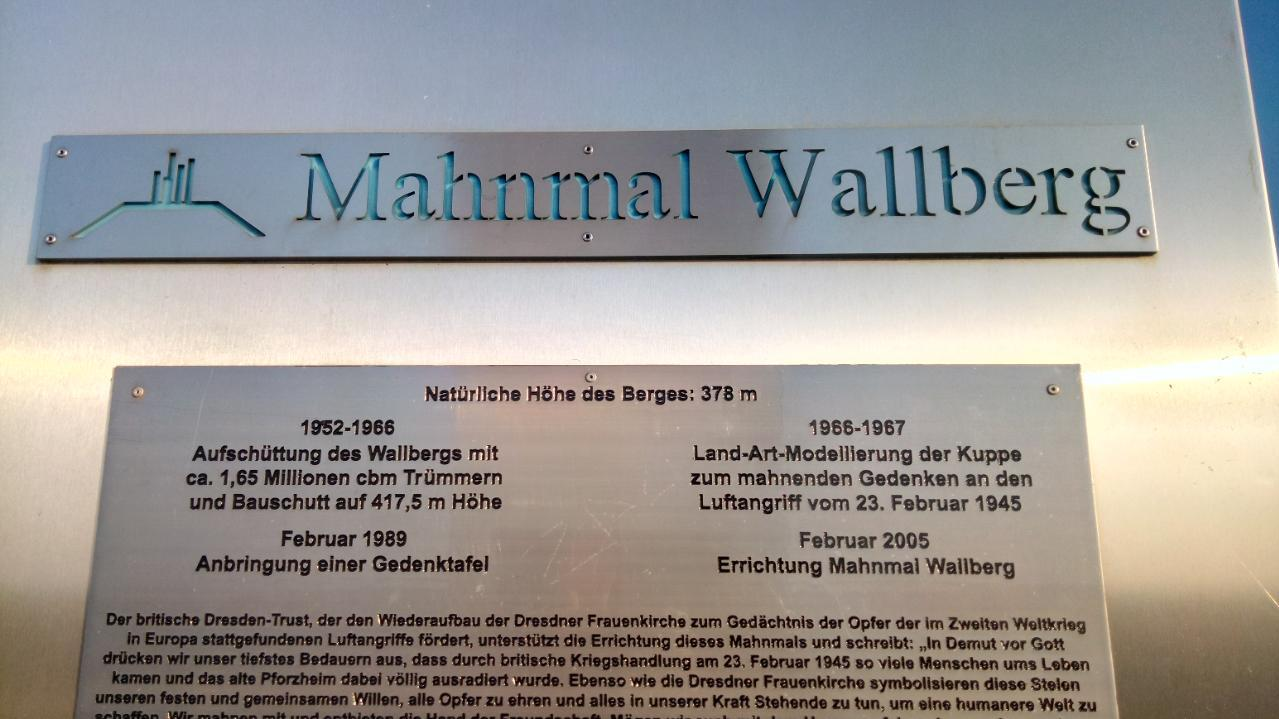
«1952-1966 гг. Насыпь „Валльберг“ содержит около 1,65 млн. м³ щебня на высоте 417,5 м».

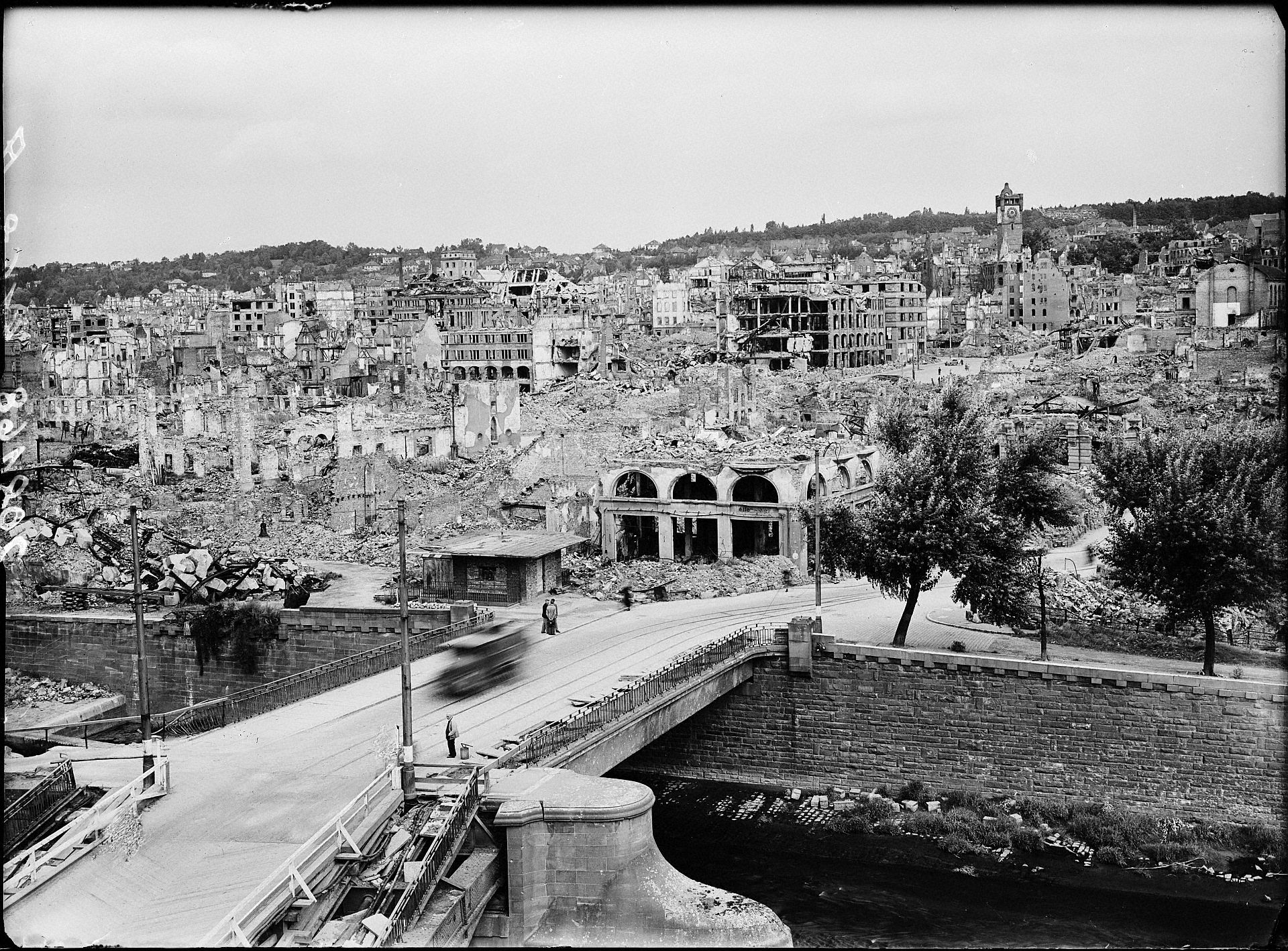
Разрушенный центр Пфорцхайма, 1946 год.

Бомбардировка Пфорцхайма — бомбардировка немецкого города Пфорцхайм, проведённая военно-воздушными силами Великобритании 23 февраля 1945 года. В результате налётов погибло более 17 600 человек (пятая часть населения города), было разрушено около 83 % городских зданий.

## Предшествующие налёты
Первый налёт был проведён 1 апреля 1944 года Военно-воздушными силами Армии США. Тогда был причинён относительно небольшой ущерб, и погибло 95 человек. В дальнейшем авиация США продолжала воздушные атаки, самая сильная из которых состоялась 24 декабря. 21 января 1945 года погибло 56 человек.
Британская авиация также совершила несколько ночных отвлекающих рейдов на Пфорцхайм с использованием бомбардировщиков de Havilland Mosquito. Эти рейды отвлекали самолёты люфтваффе и мешали немецким силам противовоздушной обороны определять направление главных авиаударов. Рейды также служили средством психологического воздействия на жителей, заставляя их прятаться в бомбоубежищах. Три последовательных ночных налёта состоялось 2, 3 и 4 октября 1944 года, затем в этом же месяце было ещё три налёта и в ноябре состоялся один налёт. Потери Королевских ВВС составили 1 самолёт.
В документах союзников проведение налёта обосновывалось тем, что город являлся одним из центров изготовления ювелирных изделий и часов, играя важную роль в производстве точных инструментов: «почти каждый дом представляет собой небольшую мастерскую», несколько более крупных фабрик имелось в южной части города и одна — в западной. Кроме того, в городе находились железнодорожные станции.

## Авианалёт 23 февраля 1945 года

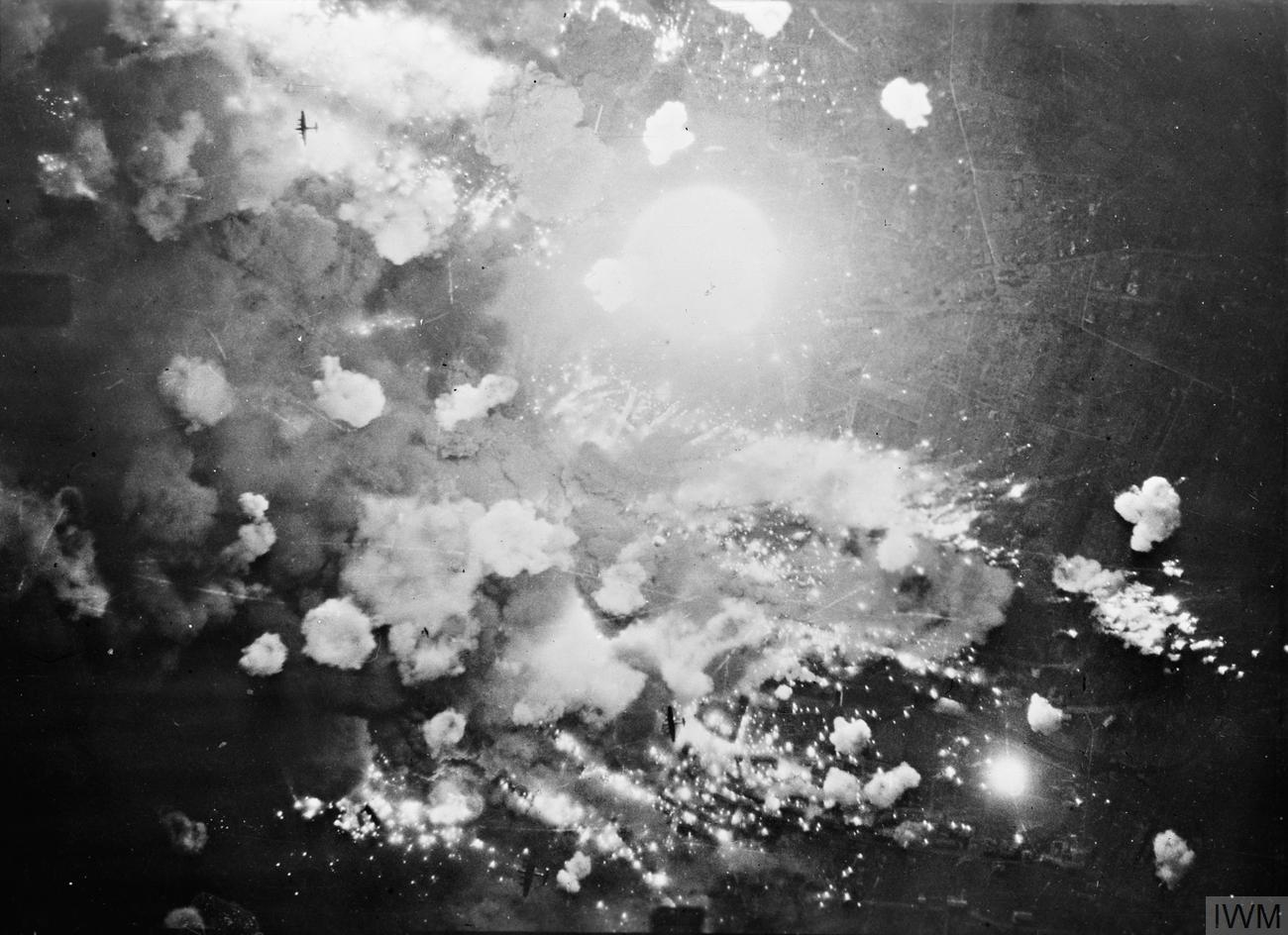
Вид на бомбардировку из кабины самолёта.

Вечером 23 февраля состоялась атака, в которой принимало участие 379 самолётов — 367 Avro Lancaster (один из которых производил киносъёмку) и 13 de Havilland Mosquito. Бомбардировка продолжалась с 19.52 до 20.10. Самолёты сбросили около полумиллиона фугасных и зажигательных бомб общим весом 1 825 тонн. Центральная часть города была уничтожена, при этом образовался огненный смерч, который достиг своей наиболее разрушительной фазы через 10 минут после начала атаки. Столб дыма над городом поднимался на высоту 3 км и возвращающиеся экипажи бомбардировщиков видели отсветы пожаров с расстояния 160 км.
На площади в 3 км длиной и в 1,5 км шириной были разрушены все здания. Официально было зарегистрировано 17 600 смертей, которые наступили от попадания фугасных бомб, ожогов от зажигательных бомб, отравления и обрушения домов. Некоторые люди утонули в реках, пытаясь спастись от огня, однако реки покрылись слоем горящего химического состава бомб.
4 марта американские самолёты повторно бомбили город и открыли огонь по скоплениям жителей, при этом погибло около 100 человек. 14, 16, 18, 19 и 24 марта состоялись бомбардировки железнодорожных станций, 17 марта — городского автобана, 23 марта — района долины Ойтинген.